# Roth-Steyr M1907
Roth-Steyr M1907, официальное название Roth-Krnka M.7 (8-мм автоматический пистолет образца 1907 года системы Рота с магазином на 10 патронов) — австрийский самозарядный пистолет времён Первой и Второй мировой. Первый в истории самозарядный пистолет, принятый как основное короткоствольное оружие крупным военным формированием (кавалерией Австро-Венгрии).

## Наименование
Официальными разработчиками называются австриец Георг Рот (нем. Georg Roth) и чех Карел Крнка (чеш. Karel Krnka), в честь чего их фамилии и составили официальное название. Производство заводов велось в австрийской компании Steyr и венгерской FEG, однако поскольку основной выпуск проводился в Штайре, пистолет получил название Roth-Steyr M1907.

## Структура

### Ствол и затвор
Основной принцип работы пистолета — автоматика с подвижным стволом и коротким ходом при отдаче. Запирание осуществляется при повороте ствола, который имеет два комплекта боевых выступов: передняя их пара располагается у дульного среза и отвечает за вращение ствола в откате и накате; задняя отвечает сцепление с затвором, который имеет в передней части трубчатую форму и охватывает ствол с задней части. Большая часть затвора скрыта в кожухе ствола (ствольной коробке), в задней части видна его круглая головка, которая позволяет взводить затвор вручную.

### Ударно-спусковой механизм и стрельба
Ударно-спусковой механизм относится к типу ударниковых одинарного действия. После каждого выстрела ударник взводится частично, и довзведение ударника происходит при нажатии на спусковой крючок. В случае осечки ударник взводится вручную путём частичного оттягивания затвора назад. Столь сложная система безопасности была введена, чтобы пистолет не смог выстрелить из-за рывка или толчка лошади. Ручных предохранителей в конструкции нет, питание осуществляется из однорядного неотъемного магазина, расположенного в рукоятке оружия.
Снаряжение магазина осуществляется при открытом затворе через верхнее окно в ствольной коробке при помощи специальных обойм. Полная обойма вставляется в пазы окна, патроны из неё выдавливаются вниз в магазин, после чего обойма извлекается, а затвор закрывается и автоматически досылает в ствол первый патрон. Для быстрого разряжания после блокировки затвора в заднем положении нажимается кнопка на левой стороне оружия, что отключает ограничитель движения патронов и выбрасывает патроны через окно в ствольной коробке.

## Использование
С 1907 по 1914 годы было произведено порядка 99 тысяч пистолетов: из них как минимум 59334 экземпляра производились в Штайре, 38213 — на заводах FEG, ещё некоторые экземпляры продавались в частных магазинах оружия. Производство фактически прекратилось в 1918 году. Пистолет использовался частями армий единой Австро-Венгрии, затем как основное оружие армий уже независимых Австрии, Венгрии, Чехословакии, Польши, Югославии и Италии. Во Второй мировой войне его активно использовали итальянские части.